# Paléodémographie

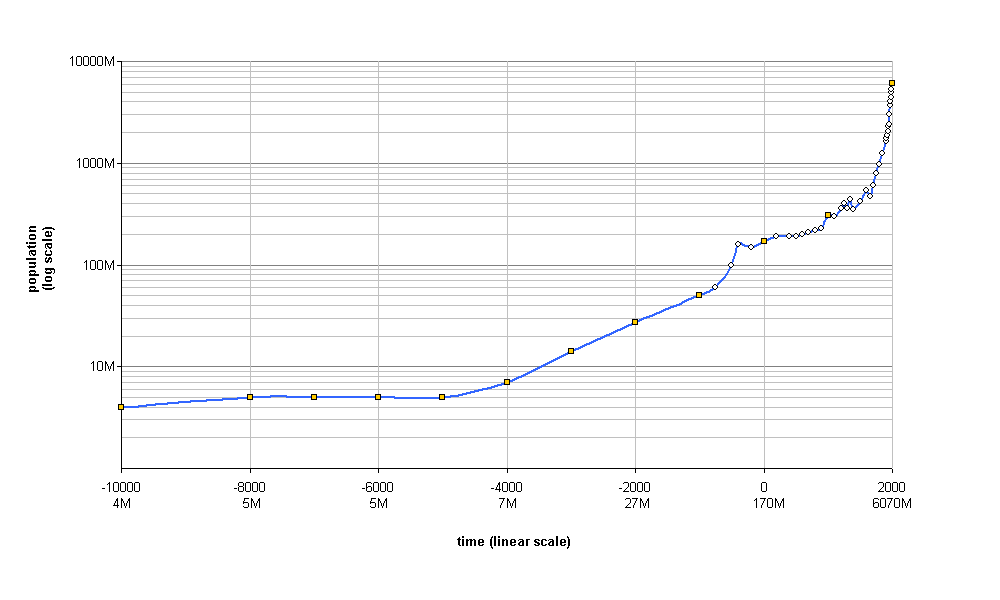
Graphe (échelle logarithmique) sur l'estimation de la croissance démographique mondiale de 10000 ans av. J.-C. à 2000

La paléodémographie (mot formé sur le préfixe paléo-, ancien, et démographie, étude de la population) est la science qui étudie les comportements et les structures des populations préjennériennes (préhistoriques principalement, mais jusqu’à l’invention de la vaccination), fondée dans les années 1920.
Contrairement à la démographie historique, la paléodémographie n’utilise pas de sources écrites. Les sources disponibles sont :
- une étude quantitative des sites fouillés en général : leur densité peut laisser supposer une densité d’occupation ;
- une étude des restes alimentaires ;
- l’analyse anthropologique des squelettes fouillés dans les nécropoles ;
- la génétique (estimation de la taille des populations par analyse génomique évaluant les balayages sélectifs et la dérive génétique, selon la théorie de la coalescence)[1].

Du fait de ces sources rares et très incomplètes, et des nombreuses difficultés que posent leur interprétation, ses objectifs se limitent à l’évaluation de la population d’un territoire donné à une époque donnée, et à la détermination de quelques paramètres démographiques.

## Estimations
La population totale d’Homo ergaster est évaluée au maximum à 200 000 individus, celle d’Homo neanderthalensis de 15 000 à la suite de la catastrophe de Toba.

## Principaux paléoanthropologues
- États-Unis d'Amérique
  - E. A. Hooton
- France :
  - H.-V. Vallois
  - J.-N. Biraben
  - C. Masset
  - Jean-Pierre Bocquet-Appel
- Hongrie :
  - Janos Nemeskéri (1914-1989)